# كرمة ثعلبية
الكرمة الثعلبية (باللاتينية: Vitis vulpina) أو الكرمة قلبية الأوراق (باللاتينية: Vitis cordifolia) نوع نباتي ينتمي إلى جنس الكرمة من الفصيلة الكرمية.

## البيئة والانتشار
موطنها النصف الشرقي للولايات المتحدة .

## الوصف النباتي
نبات معمر متسلق. النورات عنقودية. الثمرة عوزة (عنبة) صغيرة.